# Burns Lake (flygplats)
Burns Lake är en flygplats i Kanada. Den ligger i den centrala delen av landet, 3 600 km väster om huvudstaden Ottawa. Burns Lake ligger 714 meter över havet.
Terrängen runt Burns Lake är kuperad norrut, men söderut är den platt. Burns Lake ligger nere i en dal. Trakten runt Burns Lake är nära nog obefolkad, med mindre än två invånare per kvadratkilometer.. 
I omgivningarna runt Burns Lake växer i huvudsak barrskog.